# 食品衛生法 (大韓民国)
食品衛生法（しょくひんえいせいほう／식품위생법）とは、大韓民国における食品衛生について規定し国民の保健向上に寄与することを目的とした法律（1962年法律第1007号）である。
本法では、食品・食品添加物の表示や取り扱い方法等について定めるほか、調理士（조리사）、營養士（영양사）についても規定している。
日本での食品衛生法と構成が類似しているが、韓国の食品衛生法には、日本の調理師法、栄養士法に相当する内容が盛り込まれている（調理士・營養士の規定）点が異なる。

## 構成
第1章　総則
法の目的、用語の定義などを規定している。
第2章　食品及び食品添加物
食品や食品添加物についての規定である。
第3章　器具及び容器・包装
器具や容器、包装についての規定である。
第4章　表示
食品の名称や食品添加物の使用の有無等についての規定である。
第5章　食品等の公典
食品、食品添加物の基準、規格、器具及び容器・包装の基準を収録した食品等の公典を作成、普及について規定している。
第6章　検査等
製品検査についての規定である。
第7章　営業
食品又は食品添加物の製造業、加工業、運搬業、販売業及び保存業、器具又は容器・包装の製造業、食品接客業の規定である。
第8章　調理士等
調理士及び營養士の資格と免許、権利と義務についての章である。
第9章　食品衛生審議委員会
食品衛生審議委員会についての規定。
第10章　食品衛生団体
同業者組合、食品工業協会、韓国食品衛生研究院について定めた規定。
第11章　是正命令、許可取消等行政制裁
第12章　補則
第13章　罰則　
附則